# Sejm zwyczajny 1683
Sejm 1683 – sejm zwyczajny I Rzeczypospolitej został zwołany 4 listopada 1682 roku do Warszawy. 
Sejmiki przedsejmowe w województwach odbyły się 16 grudnia 1682 roku, a sejmik kujawski powtórny 5 lutego 1683 roku. Marszałkiem sejmu obrano Rafała Leszczyńskiego chorążego koronnego. Obrady trwały od 27 stycznia do 10 marca 1683 roku. 
Obrady faktycznie zakończono 17 kwietnia 1683 roku.